# Sainte-Verge
Pour les articles homonymes, voir Verge.
Sainte-Verge est une commune du Centre-Ouest de la France située dans la banlieue nord de Thouars, dans le département des Deux-Sèvres en région Nouvelle-Aquitaine.

## Géographie
Située au nord du département des Deux-Sèvres, la commune de Sainte-Verge est bordée à l'ouest, sur cinq kilomètres, par le Thouet, un affluent de la Loire.
Elle est située à trois kilomètres au nord de Thouars.
La municipalité, consciente du caractère particulier de sa toponymie, a adhéré à l'Association des communes de France aux noms burlesques et chantants.

### Climat
Pour des articles plus généraux, voir Climat de la Nouvelle-Aquitaine et Climat des Deux-Sèvres.
Historiquement, la commune est exposée à un climat océanique du nord-ouest.  
En 2020, Météo-France publie une typologie des climats de la France métropolitaine dans laquelle la commune est dans une zone de transition entre le climat océanique et le climat océanique altéré et est dans la région climatique  Moyenne vallée de la Loire, caractérisée par une bonne insolation (1 850 h/an) et un été peu pluvieux.
Pour la période 1971-2000, la température annuelle moyenne est de 12,2 °C, avec une amplitude thermique annuelle de 15,1 °C. Le cumul annuel moyen de précipitations est de 658 mm, avec 11,1 jours de précipitations en janvier et 6,1 jours en juillet. Pour la période 1991-2020, la température moyenne annuelle observée sur la station météorologique la plus proche, située sur la commune de Thouars à 3,61 km à vol d'oiseau, est de 13,1 °C et le cumul annuel moyen de précipitations est de 575,5 mm,. Pour l'avenir, les paramètres climatiques de la commune estimés pour 2050 selon différents scénarios d’émission de gaz à effet de serre sont consultables sur un site dédié publié par Météo-France en novembre 2022.

## Urbanisme

### Typologie
Au 1er janvier 2024, Sainte-Verge est catégorisée petite ville, selon la nouvelle grille communale de densité à sept niveaux définie par l'Insee en 2022.
Elle appartient à l'unité urbaine de Thouars, une agglomération intra-départementale regroupant quatre  communes, dont elle est une commune de la banlieue,,. Par ailleurs la commune fait partie de l'aire d'attraction de Thouars, dont elle est une commune du pôle principal,. Cette aire, qui regroupe 26 communes, est catégorisée dans les aires de moins de 50 000 habitants,.

### Occupation des sols
L'occupation des sols de la commune, telle qu'elle ressort de la base de données européenne d’occupation biophysique des sols Corine Land Cover (CLC), est marquée par l'importance des territoires agricoles (83,3 % en 2018), en diminution par rapport à 1990 (84,8 %). La répartition détaillée en 2018 est la suivante : 
zones agricoles hétérogènes (48,7 %), terres arables (30,9 %), zones urbanisées (8,2 %), forêts (6,5 %), prairies (3,7 %), zones industrielles ou commerciales et réseaux de communication (2,1 %). L'évolution de l’occupation des sols de la commune et de ses infrastructures peut être observée sur les différentes représentations cartographiques du territoire : la carte de Cassini (XVIIIe siècle), la carte d'état-major (1820-1866) et les cartes ou photos aériennes de l'IGN pour la période actuelle (1950 à aujourd'hui).

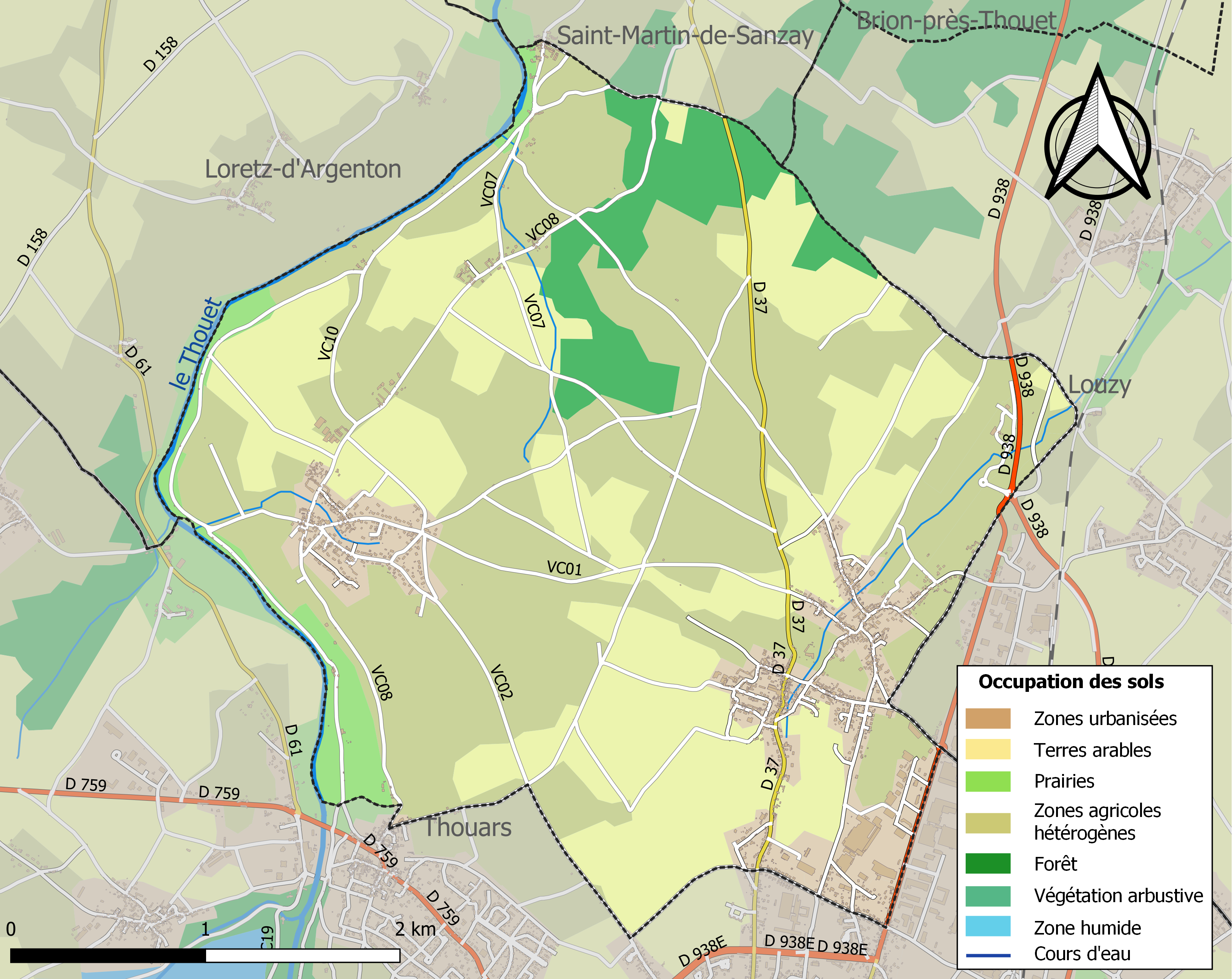
Carte des infrastructures et de l'occupation des sols de la commune en 2018 (CLC).

### Risques majeurs
Le territoire de la commune de Sainte-Verge est vulnérable à différents aléas naturels : météorologiques (tempête, orage, neige, grand froid, canicule ou sécheresse), inondations, mouvements de terrains et séisme (sismicité modérée). Il est également exposé à deux risques technologiques, le transport de matières dangereuses et la rupture d'un barrage. Un site publié par le BRGM permet d'évaluer simplement et rapidement les risques d'un bien localisé soit par son adresse soit par le numéro de sa parcelle.

#### Risques naturels
Certaines parties du territoire communal sont susceptibles d’être affectées par le risque d’inondation par débordement de cours d'eau, notamment le Thouet. La commune a été reconnue en état de catastrophe naturelle au titre des dommages causés par les inondations et coulées de boue survenues en 1982, 1983, 1995, 1999, 2010 et 2018,. Le risque inondation est pris en compte dans l'aménagement du territoire de la commune par le biais du plan de prévention des risques inondation (PPRI) de la « Vallée du Thouet », approuvé le 13 novembre 2008, dont le périmètre regroupe 22 communes.

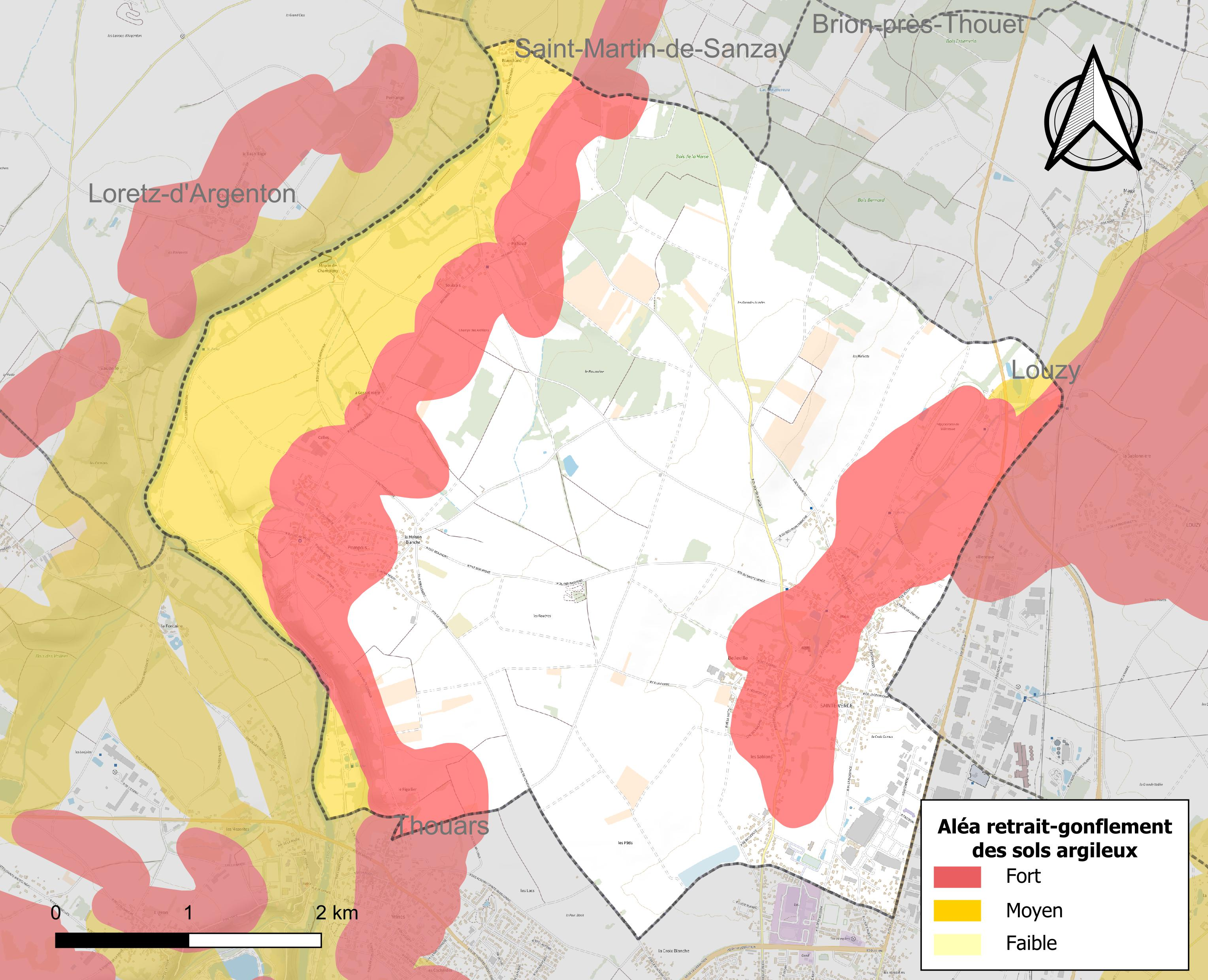
Carte des zones d'aléa retrait-gonflement des sols argileux de Sainte-Verge.

Les mouvements de terrains susceptibles de se produire sur la commune sont des tassements différentiels. Le retrait-gonflement des sols argileux est susceptible d'engendrer des dommages importants aux bâtiments en cas d’alternance de périodes de sécheresse et de pluie. 40 % de la superficie communale est en aléa moyen ou fort (54,9 % au niveau départemental et 48,5 % au niveau national). Depuis le 1er octobre 2020, en application de la loi ELAN, différentes contraintes s'imposent aux vendeurs, maîtres d'ouvrages ou constructeurs de biens situés dans une zone classée en aléa moyen ou fort,.
La commune a été reconnue en état de catastrophe naturelle au titre des dommages causés par la sécheresse en 1996, 2003 et 2017 et par des mouvements de terrain en 1999 et 2010.

#### Risque technologique
La commune est en outre située en aval du barrage du Puy Terrier, un ouvrage de classe A mis en service en 1982 sur le territoire des communes de Saint-Loup-Lamairé, Louin et Gourgé, sur le cours d’eau le Cébron, affluent du Thouet. À ce titre elle est susceptible d’être touchée par l’onde de submersion consécutive à la rupture de cet ouvrage.

## Toponymie
La commune tire son nom tendancieux de légendes locales relatant la vie d'une jeune bergère appelée Virgana, qui vécut au IVe siècle, dans un domaine nommé la Forêt dans les environs de Thouars, qui aurait été tuée après sa conversion à treize ans par son patron païen, et est honorée comme sainte Virginie, chaque 7 janvier.

## Politique et administration
| Période    | Période  | Identité                     | Étiquette | Qualité      |
| ---------- | -------- | ---------------------------- | --------- | ------------ |
| avant 1962 | ?        | Maurice Martinon (1921-1984) | SFIO      | Employé SNCF |
| ?          | ?        | Philippe Bernard             | -         |              |
| ?          | ?        | Jean Joly                    | -         | -            |
| 2001       | 2008     | Jacques Jeanot               | -         | -            |
| mars 2008  | en cours | Jean Lambert                 | DVD       | Retraité     |

La commune de Sainte-Verge fait partie du syndicat de la communauté de communes du Thouarsais et du Pays Thouarsais.

### Jumelages
- Hoyos (Espagne) depuis 2000

## Démographie
L'évolution du nombre d'habitants est connue à travers les recensements de la population effectués dans la commune depuis 1793. Pour les communes de moins de 10 000 habitants, une enquête de recensement portant sur toute la population est réalisée tous les cinq ans, les populations de référence des années intermédiaires étant quant à elles estimées par interpolation ou extrapolation. Pour la commune, le premier recensement exhaustif entrant dans le cadre du nouveau dispositif a été réalisé en 2006.

En 2022, la commune comptait 1 404 habitants, en évolution de −0,07 % par rapport à 2016 (Deux-Sèvres : +0,18 %, France hors Mayotte : +2,11 %).
| 1793 | 1800 | 1806 | 1821 | 1831 | 1836 | 1841 | 1846 | 1851 |
| ---- | ---- | ---- | ---- | ---- | ---- | ---- | ---- | ---- |
| 665  | 707  | 699  | 697  | 784  | 768  | 765  | 744  | 228  |

| 1856 | 1861 | 1866 | 1872 | 1876 | 1881 | 1886 | 1891 | 1896 |
| ---- | ---- | ---- | ---- | ---- | ---- | ---- | ---- | ---- |
| 718  | 715  | 753  | 722  | 726  | 720  | 884  | 873  | 875  |

| 1901 | 1906 | 1911 | 1921 | 1926 | 1931 | 1936 | 1946 | 1954 |
| ---- | ---- | ---- | ---- | ---- | ---- | ---- | ---- | ---- |
| 873  | 890  | 878  | 909  | 909  | 915  | 889  | 945  | 937  |

| 1962 | 1968  | 1975  | 1982  | 1990  | 1999  | 2006  | 2011  | 2016  |
| ---- | ----- | ----- | ----- | ----- | ----- | ----- | ----- | ----- |
| 961  | 1 007 | 1 135 | 1 242 | 1 202 | 1 329 | 1 453 | 1 421 | 1 405 |

| 2021  | 2022  | - | - | - | - | - | - | - |
| ----- | ----- | - | - | - | - | - | - | - |
| 1 394 | 1 404 | - | - | - | - | - | - | - |

## Lieux et monuments
- La réserve naturelle du Toarcien. Ce site géologique majeur, de référence mondiale, assure la conservation de deux anciennes carrières à ciel ouvert et attire nombre de visiteurs.
- Le château de la Forêt, inscrit aux monuments historiques, propriété privée.
- L'église Notre-Dame de Sainte-Verge est source de curiosités avec son clocher ajouré et son soubassement en pierre des grisons, matériau extrait d'une carrière du pays. De plus, c'est l'une des rares églises à avoir la devise de la République Française "Liberté, Égalité, Fraternité" gravée dans la pierre.
- Le château de la Gosselinière, propriété privée.
- Les rives du Thouet, du moulin de Blanchard au moulin d'Enterré en passant par le moulin de Champigny, sont un tronçon du sentier de grande randonnée GR 36.

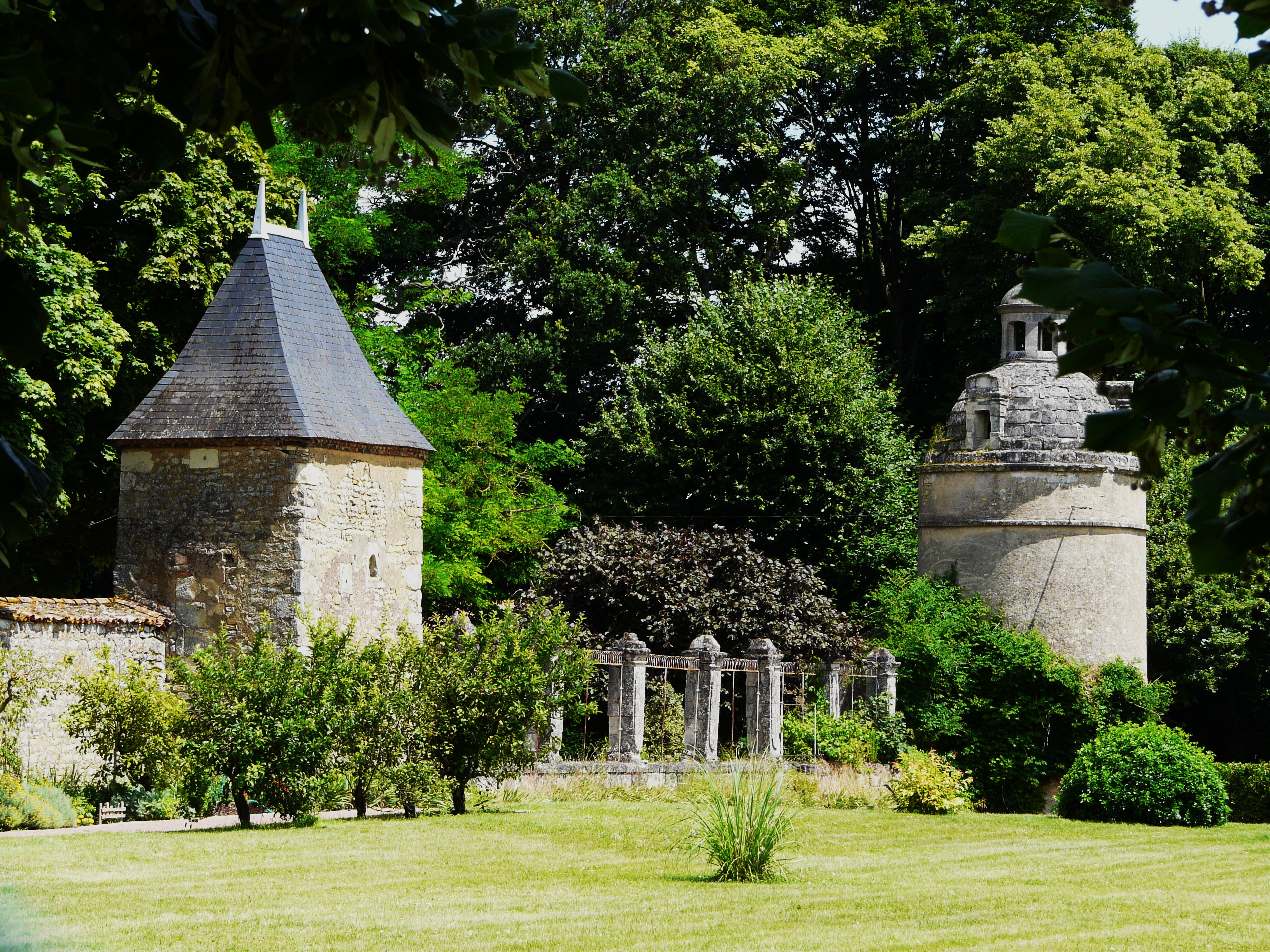
Tours du château de la Forêt.
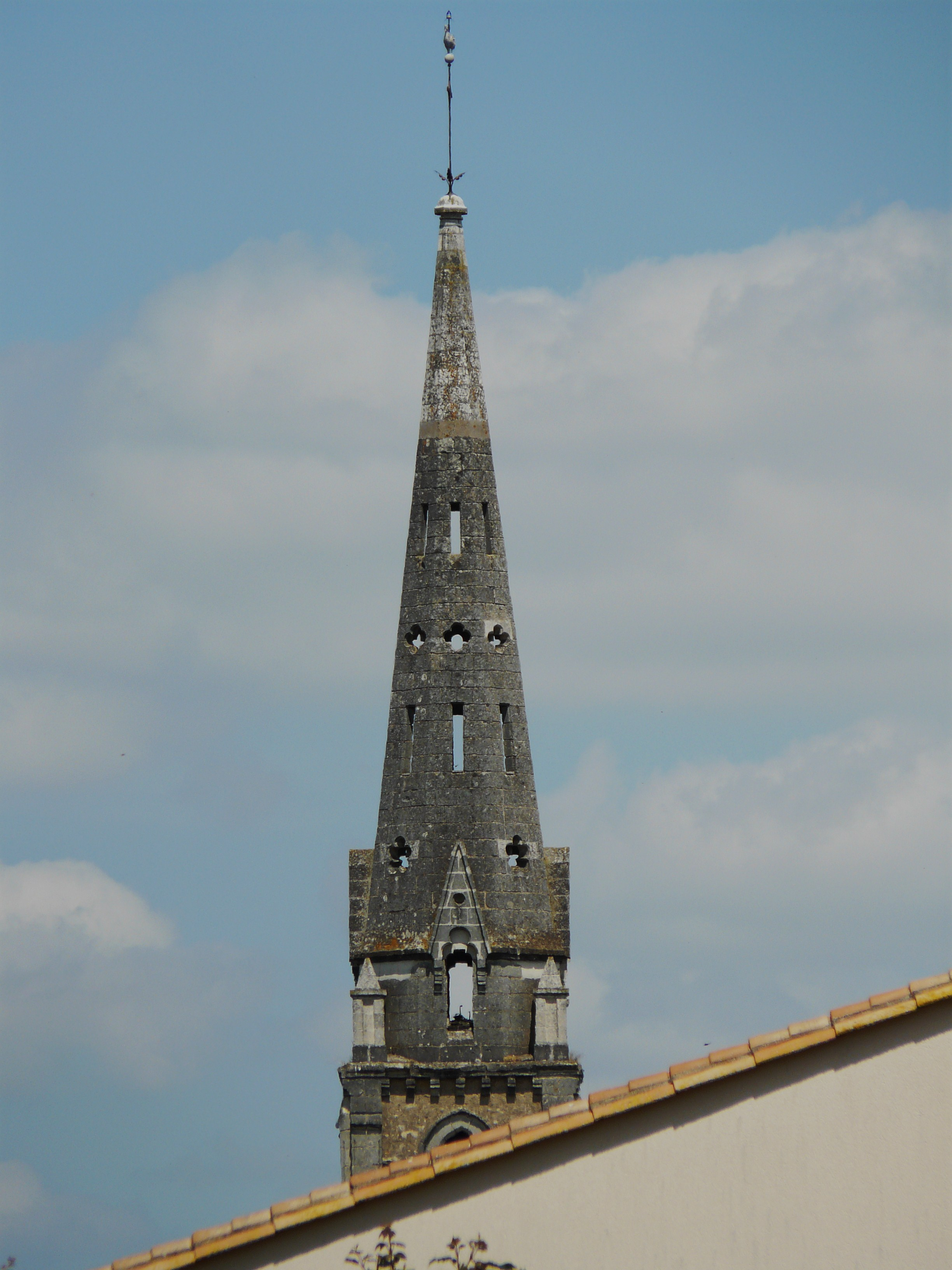
Le clocher ajouré de l'église.
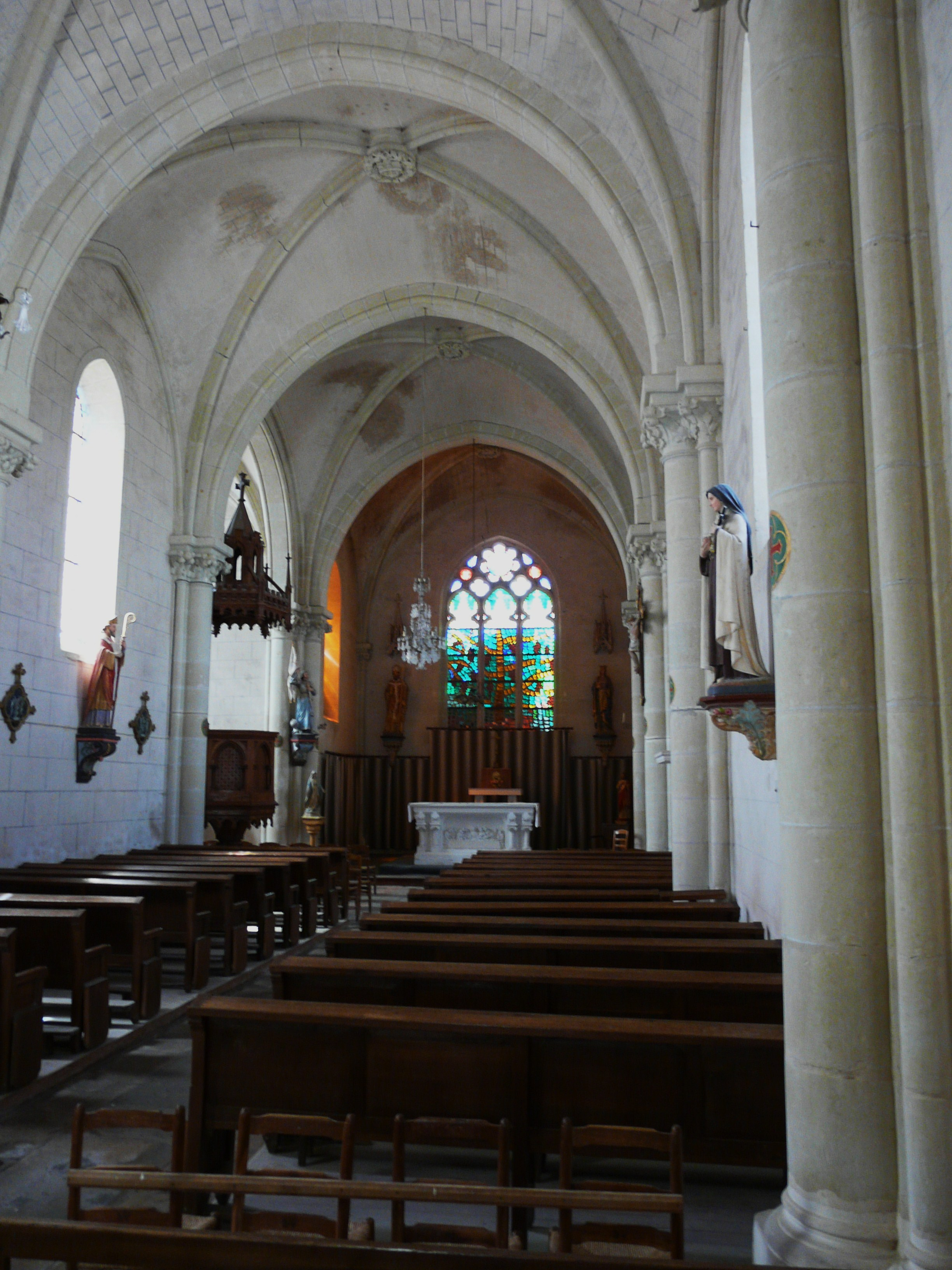
La nef de l'église.
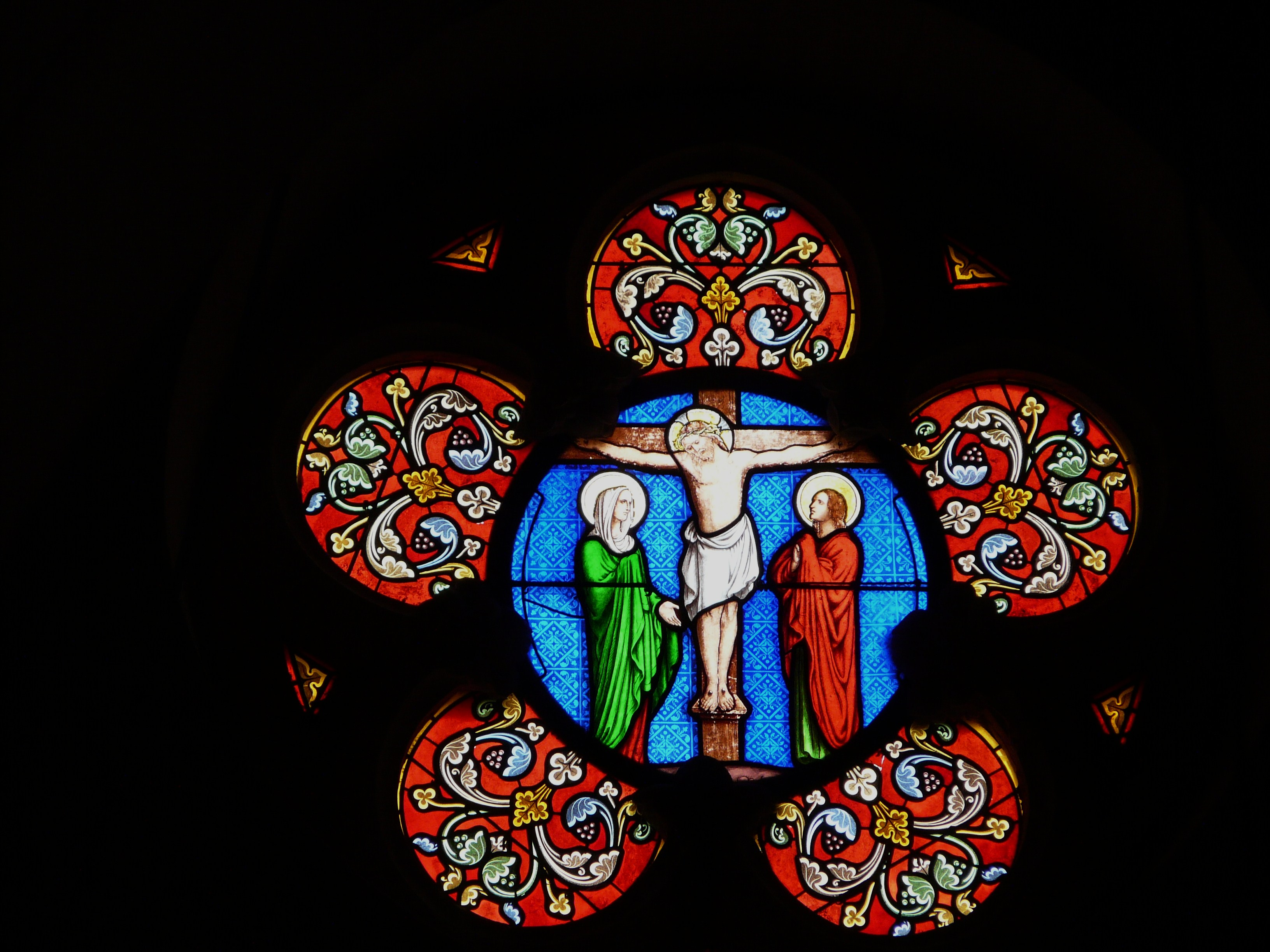
Vitrail.
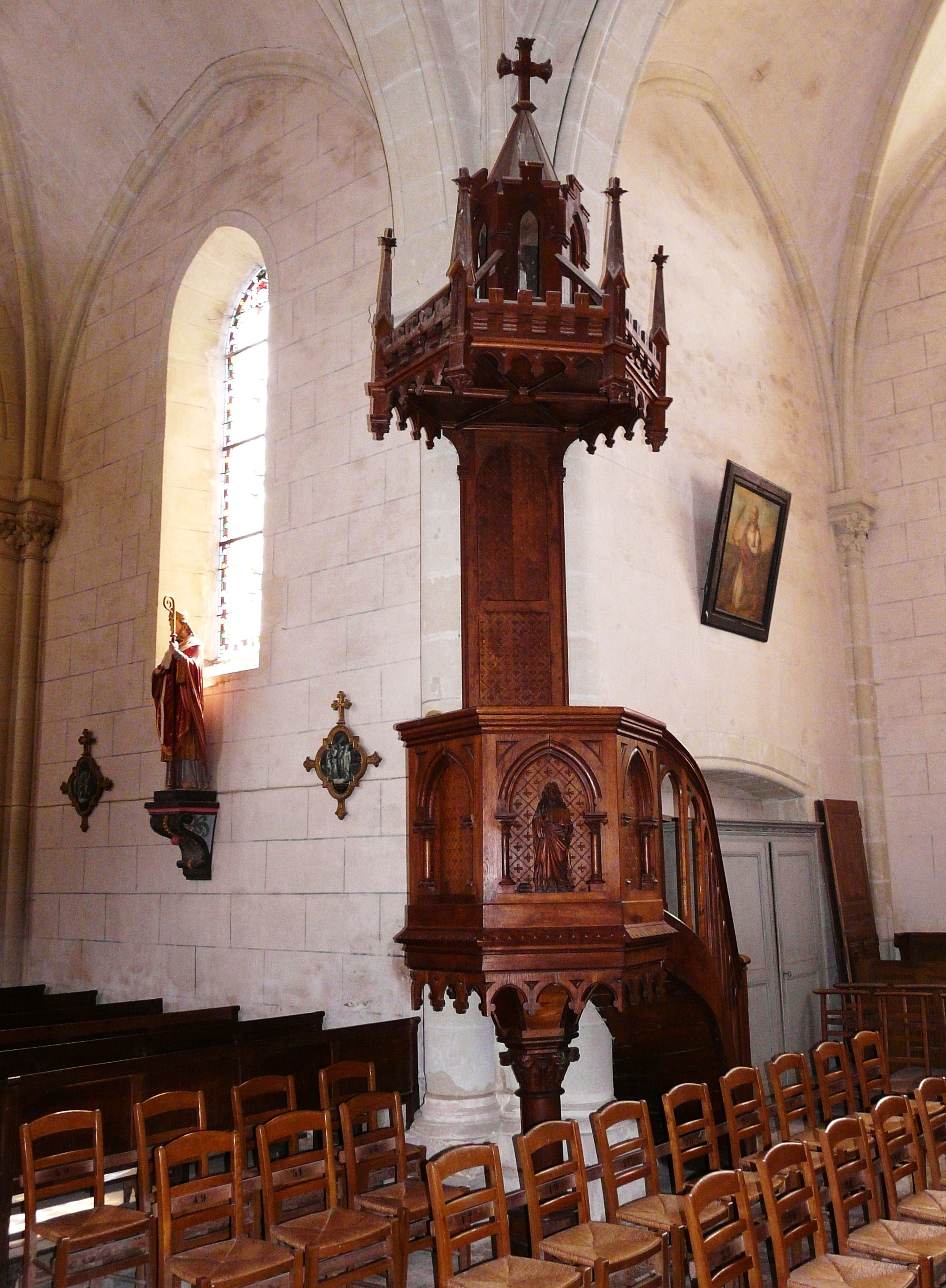
La chaire.
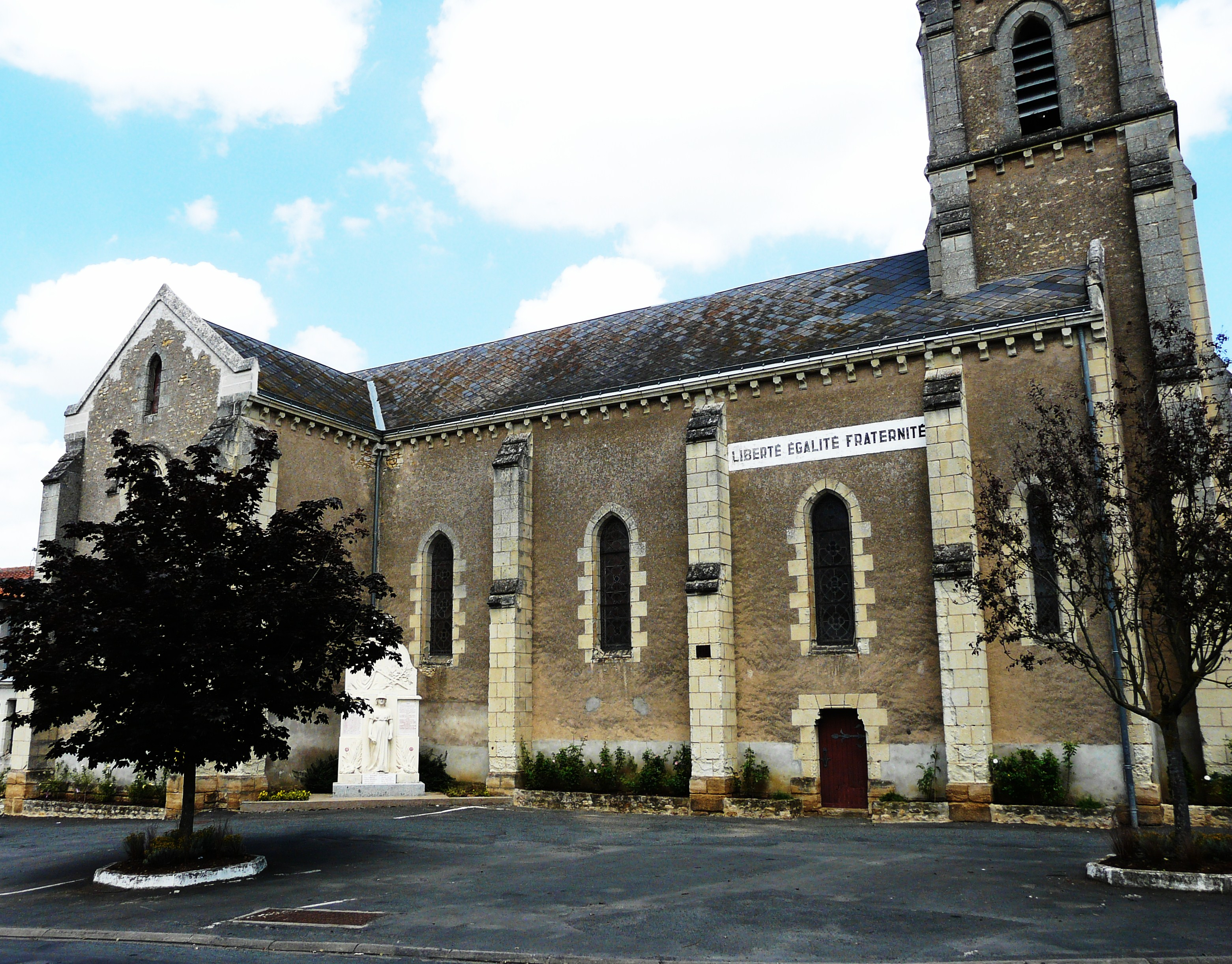
Devise laïque sur bâtiment religieux.
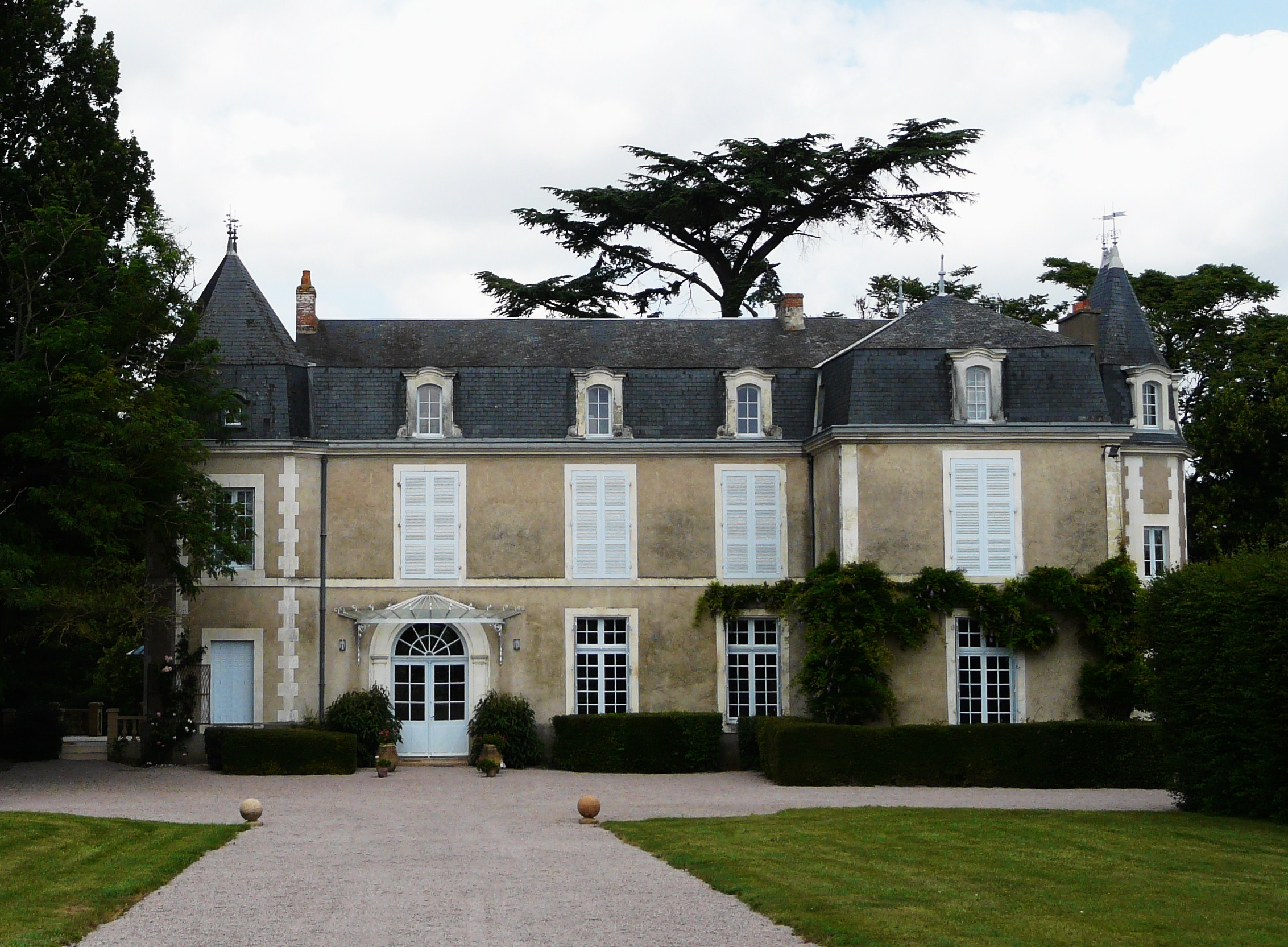
Le château de la Gosselinière.
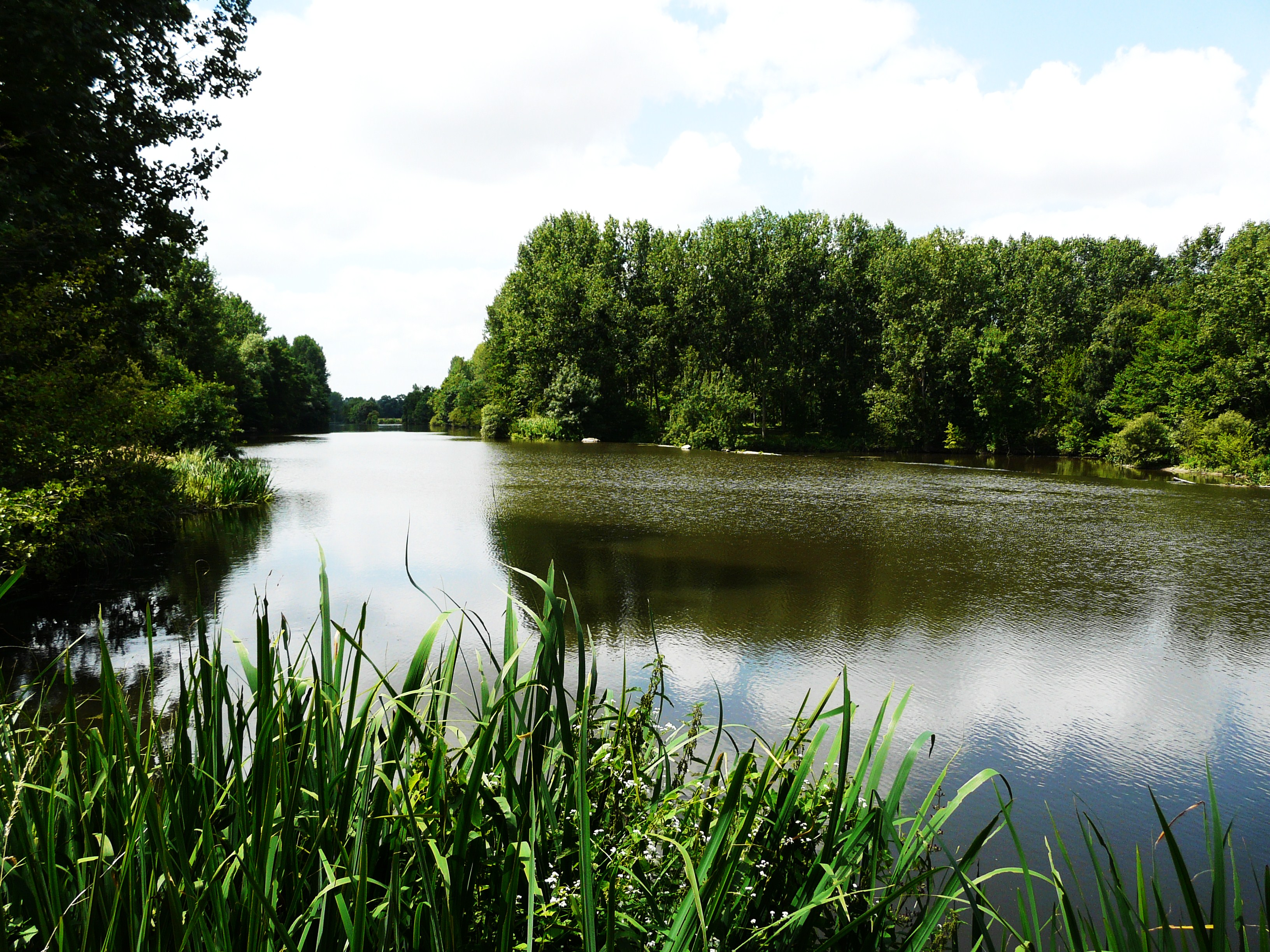
Le Thouet au moulin de Blanchard.

## Personnalités liées à la commune
- Alcide Dessalines d'Orbigny, célèbre naturaliste, explorateur, malacologiste et paléontologue français, est connu à Sainte-Verge pour ses travaux paléontologiques qu'il a poursuivis dans une carrière en 1849, près de la ferme du Rigollier, entre Vrines (commune de Sainte-Radegonde) et Pompois (commune de Sainte-Verge), pour établir l'étage géologique (stratotype) du Toarcien.

## Héraldique
| Blason de Sainte-Verge | Blason  | De gueules à la herse sarrasine d'or, soutenue d'un fossile d'ammonite d'argent. |
| Blason de Sainte-Verge | Détails | Adopté en janvier 2017.                                                          |